# Ommata peruviensis
Ommata peruviensis är en skalbaggsart som beskrevs av Fisher 1952. Ommata peruviensis ingår i släktet Ommata och familjen långhorningar. Inga underarter finns listade i Catalogue of Life.